# پیشگیری و کنترل عفونت

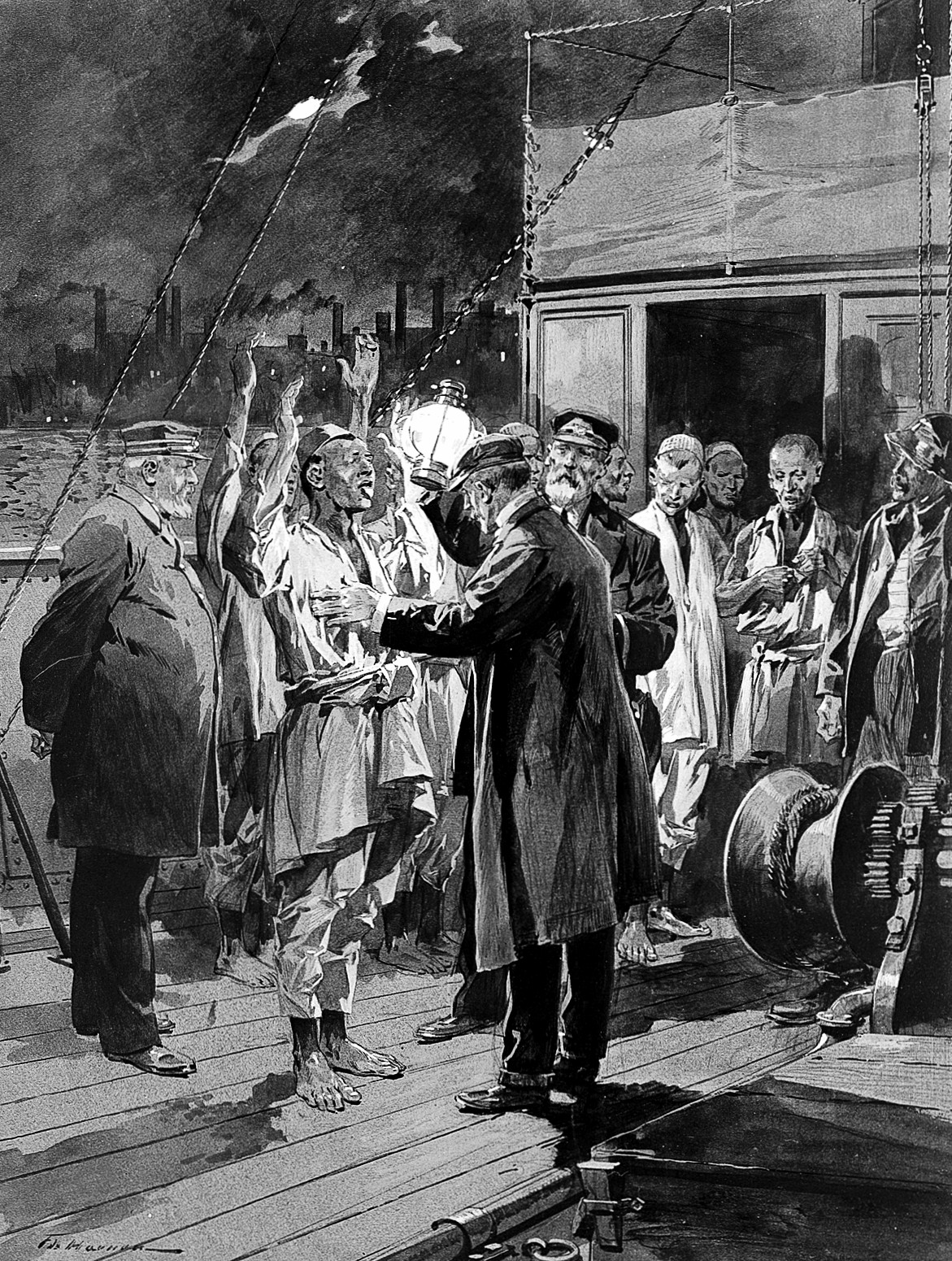
نقاشی معاینه خدمه کشتی توسط بک افسر نظامی جهت پیشگیری از بیماری طاعون

پیشگیری و کنترل عفونت (به انگلیسی: Infection prevention and control) است که با پیشگیری عفونت مرتبط با مراقبت‌های بهداشتی است. پیشگیری و کنترل عفونت یک زیررشته عملی و نه آکادمیک از اپیدمیولوژی است. در شمال اروپا، پیشگیری و کنترل عفونت از مراقبت‌های بهداشتی به یک جزء در بهداشت عمومی، که به عنوان «حافظت از عفونت» شناخته می‌شود (smittevern, smittskydd, Infektionsschutz در زبان‌های محلی) گسترش یافته است. این بخش اساسی از زیرساخت‌های مراقبت‌های بهداشتی است . کنترل عفونت و اپیدمیولوژی بیمارستانی مشابه عملکرد بهداشت عمومی است که در محدوده یک سیستم ارائه مراقبت‌های بهداشتی انجام می‌شود.
کنترل عفونت به عوامل مرتبط با گسترش عفونت‌ها در محیط مراقبت‌های بهداشتی چه در بین بیماران، از بیماران به کارکنان، از کارکنان به بیماران یا در بین کارکنان می‌پردازد، این شامل اقدامات پیشگیرانه مانند شستن دست‌ها، تمیز کردن، ضدعفونی کردن، استریل کردن و واکسیناسیون است. جنبه‌های دیگر شامل نظارت، نظارت، و بررسی و مدیریت شیوع‌های مشکوک عفونت در یک محیط مراقبت‌های بهداشتی است.
یک جنبه فرعی کنترل عفونت شامل جلوگیری از گسترش ارگانیسم‌های مقاوم به ضد میکروبی مانند MRSA است.
سازمان بهداشت جهانی (WHO) یک واحد پیشگیری و کنترل عفونت (IPC) را در بخش ارائه خدمات و ایمنی راه‌اندازی کرده است که دستورالعمل‌های مرتبط را منتشر می‌کند.
تکنیک آسپتیک یکی از اجزای کلیدی در تمام اقدامات پزشکی تهاجمی است. اقدامات کنترلی مشابه نیز در هر محیط مراقبت بهداشتی برای جلوگیری از گسترش عفونت به‌طور کلی توصیه می‌شود.

### بهداشت دست
بهداشت دست یکی از مراحل اساسی و در عین حال مهم در IPC (پیشگیری و کنترل عفونت) است. بهداشت دست شانس HAI (عفونت‌های مرتبط با مراقبت‌های بهداشتی) را به شدت با هزینه کم کاهش می‌دهد. بهداشت دست شامل شستن دست (بر پایه آب) یا ضد عفونی دست (بر پایه الکل) است. شستن دست مطابق با  شستشوی دستی مطابق با استانداردهای WHO هفت مرحله پیوسته است در جایی که ضد عفونی دست شامل پنج مرحله است.

### نظافت، ضدعفونی، استریلیزاسیون
زمینه پیشگیری از عفونت سلسله مراتبی از حذف میکروارگانیسمها از سطوح از جمله تجهیزات و ابزار پزشکی را توصیف می‌کند. تمیز کردن پایین‌ترین سطح است که حذف قابل توجهی را انجام می‌دهد. ضد عفونی شامل حذف همه عوامل بیماری‌زا به غیر از هاگ باکتری است. استریلیزاسیون سازی به عنوان حذف یا از بین بردن همه میکروارگانیسم‌ها از جمله هاگ‌های باکتری تعریف می‌شود.

#### تمیز کردن
تمیز کردن اولین و ساده‌ترین مرحله برای جلوگیری از گسترش عفونت از طریق سطوح و اقلام ناقل بیماری است. تمیز کردن بار میکروبی را از طریق جذب شیمیایی ارگانیسم‌ها کاهش می‌دهد (از بین بردن بار زیستی / ارگانیسم‌ها از سطوح از طریق مواد شیمیایی تمیز کننده)، حذف مکانیکی ساده (شستشو، پاک کردن)، و همچنین ضد عفونی (کشتن ارگانیسم‌ها با تمیز کردن مواد شیمیایی).
به منظور کاهش احتمال ابتلا به عفونت، به افراد توصیه می‌شود پس از هر تماس با نواحی مشکوک یا مایعات بدن، بهداشت را با شستن دست‌ها و دور ریختن زباله‌ها در فواصل زمانی معین برای جلوگیری از رشد میکروب‌ها رعایت کنند.

#### ضد عفونی
در گندزدایی از مواد شیمیایی مایع روی سطوح و در دمای اتاق استفاده می‌شود تا میکروارگانیسم‌های عامل بیماری را از بین ببرد. همچنین از اشعه ماوراء بنفش برای ضدعفونی اتاق بیماران آلوده به کلستریدیوم دیفیسیل پس از ترخیص استفاده شده است. ضدعفونی نسبت به استریل کردن تأثیر کمتری دارد زیرا آندوسپورهای باکتریایی را از بین نمی‌برد.

#### استریلیزاسیون
استریلیزاسیون فرآیندی است که برای از بین بردن همه میکروارگانیسم‌ها در نظر گرفته شده است و بالاترین سطح کشتار میکروبی را دارا می‌باشد.
استریلیزاسیون، اگر به درستی انجام شود، یک راه مؤثر برای جلوگیری از گسترش عفونت است. باید برای تمیز کردن وسایل پزشکی و هر نوع اقلام پزشکی که با جریان خون و بافت‌های استریل تماس پیدا می‌کند استفاده شود.
چهار روش اصلی برای استریل کردن چنین اقلامی وجود دارد: اتوکلاو (با استفاده از بخار پرفشار)، حرارت خشک (در اجاق)، با استفاده از ضدعفونی کننده‌های شیمیایی مانند گلوتارآلدئیدها یا محلول‌های فرمالدئید یا با قرار گرفتن در معرض تابش یونیزان. دو روش اول عمدتاً به دلیل موجود بودن و در دسترس بودن، پرکاربردترین روش‌های استریلیزاسیون هستند. استریلیزاسیون با بخار یکی از موثرترین انواع استریلیزاسیون است، اگر به درستی انجام شود که اغلب به سختی انجام می‌شود. ابزارهایی که در مراکز بهداشتی درمانی استفاده می شوند معمولاً با این روش استریل می‌شوند. قاعده کلی در این مورد این است که برای انجام یک استریلیزاسیون مؤثر، بخار باید با تمام سطوحی که قرار است ضد عفونی شوند، تماس پیدا کند. از سوی دیگر، استریلیزاسیون با حرارت خشک، که با کمک کوره انجام می‌شود، نیز یک نوع استریل‌سازی در دسترس است، اگرچه فقط می‌توان از آن برای ضدعفونی ابزارهایی که از فلز یا شیشه ساخته شده‌اند استفاده کرد. 

### تجهیزات حفاظت فردی
تجهیزات حفاظت فردی (PPE) لباس یا تجهیزات تخصصی است که توسط کارگر برای محافظت در برابر خطر استفاده می‌شود. خطر در یک محیط مراقبت بهداشتی شامل قرار گرفتن در معرض خون، بزاق، یا سایر مایعات بدن یا ذرات معلق در هوا است که ممکن است حامل مواد عفونی مانند هپاتیت C، HIV یا سایر عوامل بیماری‌زای خونی یا مایعات بدن باشد. PPE از تماس با مواد بالقوه عفونی با ایجاد یک مانع فیزیکی بین مواد عفونی بالقوه و کارکنان مراقبت‌های بهداشتی جلوگیری می‌کند.

## واکسیناسیون کارکنان مراقبت‌های بهداشتی
کارکنان مراقبت‌های بهداشتی ممکن است در طول کار خود در معرض عفونت‌های خاصی قرار بگیرند. واکسن‌هایی برای محافظت از کارگران در یک محیط بهداشتی در دسترس هستند. بسته به مقررات، توصیه، عملکرد کاری خاص یا ترجیحات شخصی، کارکنان مراقبت‌های بهداشتی یا نیروهای امدادی ممکن است واکسیناسیون هپاتیت ب آنفولانزا ; سرخک، اوریون و سرخجه؛ کزاز، دیفتری، سیاه سرفه؛ مننژیتیدیس N. و واریسلا را دریافت کنند.